# Kevin Plawecki
Kevin Jeffrey Plawecki (ur. 26 lutego 1991) – amerykański baseballista, który występował na pozycji łapacza.

## Przebieg kariery
Plawecki studiował na Purdue University, gdzie w latach 2010–2012 grał w drużynie uniwersyteckiej Purdue Boilermakers. W 2012 został wybrany najlepszym zawodnikiem Big Ten Conference. W czerwcu 2012 został wybrany w pierwszej rundzie draftu z numerem 35. przez New York Mets i początkowo grał w klubach farmerskich tego zespołu, między innymi w Las Vegas 51s, reprezentującym poziom Triple-A. W wyniku kontuzji łapacza Travisa d’Arnauda odniesionej 19 kwietnia 2015 w meczu przeciwko Miami Marlins, Plawecki został przesunięty do 40-osobowego składu Mets i dwa dni później zaliczył debiut w  Major League Baseball w spotkaniu z Atlanta Braves, w którym zaliczył dwa uderzenia i zdobył dwa runy, jako szósty zawodnik w historii klubu, który tego dokonał w debiucie.
25 kwietnia 2015 w meczu z New York Yankees na Yankee Stadium zdobył pierwszego home runa w MLB. Po rozegraniu 41 meczów, w których uzyskał średnią 0,196, 21 czerwca 2016 po powrocie do składu Travisa d’Arnauda, Plawecki został odesłany od Las Vegas 51s (Triple-A).
W styczniu 2019 w ramach wymiany przeszedł do Cleveland Indians, a rok później został zawodnikiem Boston Red Sox.